# Typhlodromips syzygii
Typhlodromips syzygii är en spindeldjursart som först beskrevs av Gupta 1975.  Typhlodromips syzygii ingår i släktet Typhlodromips och familjen Phytoseiidae. Inga underarter finns listade i Catalogue of Life.